# Ernst Blass
Pour les articles homonymes, voir Blass.
Œuvres principales
Ernst Blass (17 octobre 1890 Berlin, Allemagne - 23 janvier 1939, Berlin) est un écrivain. C'est un représentant de l’expressionnisme littéraire allemand.

## Biographie
Ernst Blass naît à Berlin. Ami proche de  Kurt Hiller, il participe au Neuer Club de celui-ci, aux côtés d’autres écrivains des débuts de l'expressionnisme, Georg Heym, Jakob van Hoddis. À partir de 1911, il collabore à la revue Die Aktion, avant de s’éloigner de Franz Pfemfert en 1914.
De 1914 à 1921, il est directeur de publication de la revue mensuelle Die Argonauten, dans laquelle écrivent Walter Benjamin, Robert Musil, Max Brod, Carl Sternheim, Franz Werfel.
Après des études de droit à Heidelberg et Fribourg-en-Brisgau, il retourne à Berlin où il travaille pour une banque et comme journaliste. En 1926, une maladie le rend aveugle. Il meurt en 1939 à l'Hôpital juif de Berlin.

## Ouvrages
- 1915, Die Gedichte von Trennung und Licht, poésies
- 1918, Die Gedichte von Sommer und Tod, poésies, Der jüngste Tag, Kurt Wolff Verlag
- 1920, Über den Stil Stefan Georges, essai
- 1921, Das Wesen der neuen Tanzkunst, essai

## Sources
- (de) Heinz Schöffler, Der jüngste Tag. Die Bücherei einer Epoche, Francfort, Verlag Heinrich Scheffler, 1970.
- (de) Hans J. Schütz, « Ein deutscher Dichter bin ich einst gewesen ». Vergessene und verkannte Autoren des 20. Jarhunderts, Munich, Verlag C. H. Beck, 1988.